# Markus Beisicht

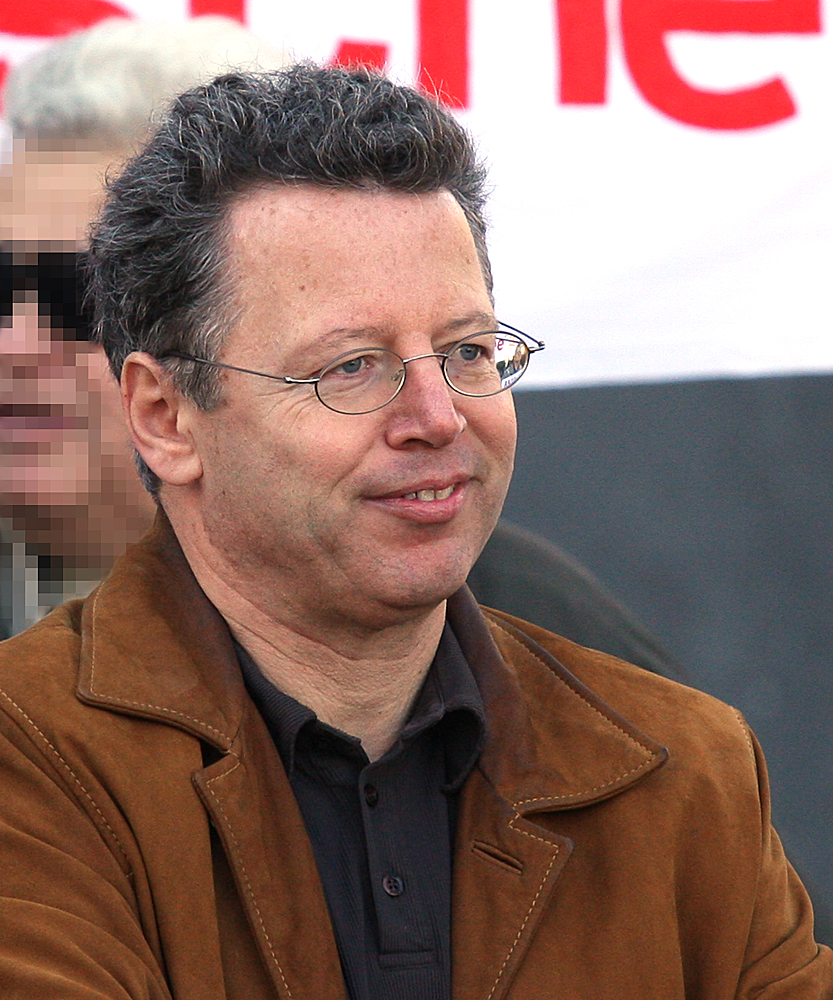
Markus Beisicht im Herbst 2008

Markus Kurt Beisicht (* 29. März 1963 in Bonn) ist ein deutscher Jurist, rechtsextremer Politiker und Mitglied im Rat der Stadt Leverkusen. Er war bis September 2014 Vorsitzender der rechtsextremen Bürgerbewegung pro Köln und bis zu deren Auflösung im März 2019 Vorsitzender der wesentlich aus pro Köln hervorgegangenen überregionalen Vereinigung Bürgerbewegung pro NRW. Er war außerdem Landesvorsitzender der rechtsextremen Deutschen Liga für Volk und Heimat in NRW.

## Leben und Beruf
Markus Beisicht wurde am 29. März 1963 in Bonn geboren. Nach dem Abitur am Landrat-Lucas-Gymnasium in Leverkusen-Opladen und dem Grundwehrdienst im Sanitätsbataillon in Itzehoe (Schleswig-Holstein) studierte er an der Universität zu Köln Rechtswissenschaften. Er schloss seine Referendarzeit mit dem zweiten juristischen Staatsexamen ab und ist seit 1993 als Rechtsanwalt zugelassen.
Heute ist Beisicht überregional als freiberuflicher Rechtsanwalt tätig. Er betrieb zusammen mit Karlheinz Schlaeper und der rechtsextremen Politikerin und Juristin Judith Wolter eine Rechtsanwaltskanzlei in Leverkusen mit den Schwerpunkten Straf- und Strafverfahrensrecht, Presserecht, Kündigungsschutzrecht und Arbeitsrecht. Die Kanzlei Beisicht & Dr. Schlaeper wird aktuell von Markus Beisicht in Bürogemeinschaft mit Rechtsanwältin Ariane Meise betrieben. Ariane Meise war Oberbürgermeisterkandidatin der NPD für Bochum. Beisicht hat sich überregional einen Namen als Strafverteidiger von Rechtsextremisten und militanten Neonazis wie Axel Reitz gemacht.
Beisicht ist verheiratet und hat zwei Kinder (* 1999 und * 2003).
Im März 2013 nahm die Polizei in Leverkusen, Bonn und Essen vier mutmaßliche Salafisten fest, die möglicherweise einen Mordanschlag auf Beisicht vorbereitet hatten.

## Politische Karriere
Während seiner Studienzeit engagierte sich Beisicht zwischen 1984 und 1987 als Bundesvorsitzender in der Hochschulgruppe Ring Freiheitlicher Studenten (rfs), eine Gruppe, der das Amtsgericht Münster 1981 neofaschistische Tendenzen attestiert hatte.
Beisicht war zunächst Mitglied der Christlich Demokratischen Union (CDU), gründete 1987 zusammen mit seinem Studien- und Parteifreund Manfred Rouhs den Kölner Kreisverband der Republikaner und wurde dessen Kreisvorsitzender. Später war er Mitglied des Bundesvorstandes. 1989 kandidierten die Republikaner mit Beisicht für den Kölner Stadtrat und erhielten 7,4 % der Stimmen. Danach war er zwei Jahre lang für seine Partei im Stadtrat. 1991 spaltete sich die REP-Fraktion um Beisicht und Rouhs als Fraktion der DLVH ab. Beisicht wurde Landesvorsitzender sowie Mitglied des Bundesvorstandes und vertrat die Fraktion bis zur Wahl 1994, bei der die DLVH aus dem Stadtrat ausschied. Mit der DLVH setzte Beisicht ein Kopfgeld von 1000 DM auf eine untergetauchte Asylbewerberin aus.
Beisicht schloss sich im Jahr 1999 der Bürgerbewegung pro Köln an, die von 2004 bis zu ihrer Auflösung 2018 im Kölner Stadtrat vertreten war. Am 2. Dezember 2004 wurde er in den Vorsitz der Bürgerbewegung pro Köln gewählt und löste damit Judith Wolter als Vorsitzende ab, welche seither als Fraktionsvorsitzende fungiert. Er war zuvor stellvertretender geschäftsführender Vorsitzender. Wenig später (2007) gründete sich – nach der Vorlage von pro Köln – die Bürgerbewegung pro NRW, welche ebenfalls von ihm geleitet wird. Bei der Kommunalwahl 2009 kandidierte er für das Amt des Kölner Oberbürgermeisters und erhielt 4,8 % der Stimmen.
Im September 2007 nahm Beisicht mit anderen Politikern wie Rolf Schlierer (REP), Gerhard Frey (DVU) und Udo Voigt (NPD) an einer Konferenz rechtsgerichteter deutscher Politiker und Mitgliedern der Fraktion Identität, Tradition, Souveränität im Europaparlament in Straßburg teil. Auf der Konferenz wurde durch die Politiker beschlossen, die Politik der ITS-Fraktion aktiv in Deutschland zu unterstützen.
Eine Klage von pro Köln gegen die Erwähnung in den Verfassungsschutzberichten der Jahre 2005 und 2006 wurde mit Urteil vom 4. Dezember 2007 durch das Verwaltungsgericht Düsseldorf abgewiesen. Das Gericht begründete die Abweisung unter anderem mit Äußerungen Beisichts, dass seit Jahren Kontakte zum rechtsextremen Vlaams Belang bestünden, und Inhalten eines Interviews, das er der National-Zeitung gegeben hatte.
Im Juni 2008 veröffentlichte Beisicht einen Beitrag auf dem Internetportal kreuz.net, welches nach Einschätzung des Verfassungsschutzes für „homophobe, muslimfeindliche und antisemitische Äußerungen“ genutzt und daher von deutschen Sicherheitsbehörden beobachtet wurde. Beisichts Beitrag fand Eingang in den nordrhein-westfälischen Verfassungsschutzbericht für 2012, nachdem kreuz.net am 2. Dezember dieses Jahres abgeschaltet worden war.
Beisicht war seit 2009 bis zu deren Auflösung Fraktionsvorsitzender der pro-NRW-Ratsfraktion in Leverkusen und bis 2020 Mitglied der Bezirksvertretung Leverkusen II. Er war außerdem Spitzenkandidat von pro NRW für die Landtagswahl in Nordrhein-Westfalen 2010 und pro-NRW-Direktkandidat in Leverkusen. Für die Landtagswahl in Nordrhein-Westfalen 2012 wurde er erneut zum Spitzenkandidaten gewählt.
Im März 2019 beschlossen die Mitglieder von pro NRW auf einem außerordentlichen Parteitag, die Auflösung von pro NRW als Partei und Weiterführung als „überparteilicher Verein im vorpolitischen Raum“. Vorangegangen war eine Ankündigung des Bundeswahlleiters, pro NRW mit Wirkung zum 31. Dezember 2018 den Parteistatus aberkennen zu wollen. Dadurch wurde Beisicht parteiloses Ratsmitglied. Kurz darauf konstituierte sich der aus Teilen von Pro NRW hervorgegangenen und von Markus Beisicht geleitete Verein Aufbruch Leverkusen.
Im Januar 2020 berichtete die Plattform Endstation Rechts über eine geplante Kooperation zwischen Aufbruch Leverkusen und dem von André Poggenburg geplanten, allerdings noch nicht gegründeten rechtsextremen Dachverband Aufbruch Deutschland 2020.
Bei den Kommunalwahlen in Nordrhein-Westfalen 2020 trat Beisicht als Spitzenkandidat von „Aufbruch Leverkusen“ an. Die Liste konnte mit 1,4 % ein Mandat halten. Beisicht zog für „Aufbruch Leverkusen“ daraufhin als Ratsmitglied in den Rat der Stadt Leverkusen ein. Seit dem 2. November 2020 gehört er dem Haupt-, Personal- und Beteiligungsausschuss an.
Am 31. August 2023 wurde die prorussische Partei „Aufbruch Frieden-Souveränität-Gerechtigkeit“ gegründet, welche aus einem gleichnamigen Verein hervorgegangen ist. Zur Vorsitzenden wurde die prorussische Aktivistin Elena Kolbasnikova gewählt. Markus Beisicht bekleidet das Amt des Stellvertreters.
Im August 2023 war Beisicht Redner auf dem Sommerfest der rechtsextremen Zeitschrift Compact. Den Terrorangriff der Hamas auf Israel 2023 sowie die Reaktion Israels versuchte Beisicht für sogenannte „Friedensdemos“ zu instrumentalisieren, um Feindschaft gegen Israel und den westlichen Partnern zu schüren. Bei seiner Zusammenarbeit mit prorussischen Einflussakteuren und Islamisten bildet der Antiamerikanismus den kleinsten gemeinsamen Nenner. 2013 hatte Beisicht in Israel noch einen Verbündeten im Kampf gegen den Islamismus gesehen.
2025 schloss der Wahlausschuss in Leverkusen Beisicht als Kandidaten von der geplanten Oberbürgermeisterwahl aus, weil Beisicht verfassungsfeindliche Ziele verfolge. Ein Bericht des NRW-Verfassungsschutzes war Grundlage für den Ausschluss.

## Verfahren wegen Beleidigung
Im September 2012 verurteilte das Amtsgericht Köln Beisicht wegen Beleidigung zu einer Geldstrafe von 2000 Euro. Er hatte während eines Aufzuges seiner Partei, der von Gegendemonstranten blockiert worden war, geäußert, er sehe „einen aufgeregten grünen Bundestagsabgeordneten“, nämlich Volker Beck, der sich „als Obergauleiter dieser SA-Horden“ aufspiele; das seien „die Kinder von Adolf Hitler“, die hätten „auch so angefangen“. Das Gericht wertete die besondere Situation, in welcher die Äußerung fiel, als schuldmindernd.
Eine Anzeige Beisichts gegen Beck, weil dieser in einem Interview von Pro Köln als „brauner Truppe“ und „rechtsextremen Idioten“ gesprochen habe, wurde dagegen von der Staatsanwaltschaft nicht weiter verfolgt.
Die Verurteilung Beisichts wegen Beleidigung wurde am 8. Februar 2017 unter dem Aktenzeichen 1 BvR 2973/14 vom Bundesverfassungsgericht aufgehoben.